# Melolontha melolontha
 (juillet 2019).
Si vous disposez d'ouvrages ou d'articles de référence ou si vous connaissez des sites web de qualité traitant du thème abordé ici, merci de compléter l'article en donnant les références utiles à sa vérifiabilité et en les liant à la section « Notes et références ».
Hanneton commun
Espèce
Melolontha melolontha (nom vernaculaire : hanneton commun) est une espèce d'insectes coléoptères, actuellement souvent classée dans la famille des Scarabaeidae, de la sous-famille des Melolonthinae.
C'est un gros insecte dont la larve se nourrit de racines, et l'adulte se nourrit de feuilles.
Il s'attaque, surtout à l'état larvaire, à de nombreuses plantes et figure parmi les insectes les plus nuisibles à l'agriculture.

## Historique et dénomination
L'espèce Melolontha melolontha a été décrite par le naturaliste suédois Carl von Linné en 1758 sous le nom initial de Scarabaeus melolontha.

### Synonymie
- Scarabaeus melolontha Linné, 1758 Protonyme

### Nom vernaculaire
- Hanneton commun pour l'imago.
- Ver blanc pour la larve.

## Description

### Adulte

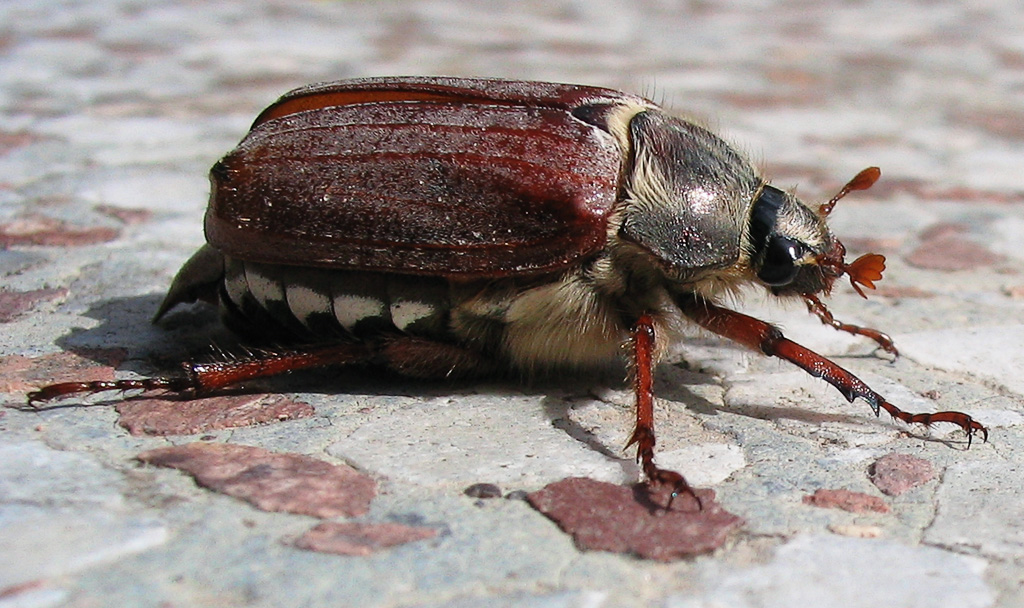
Un hanneton femelle adulte
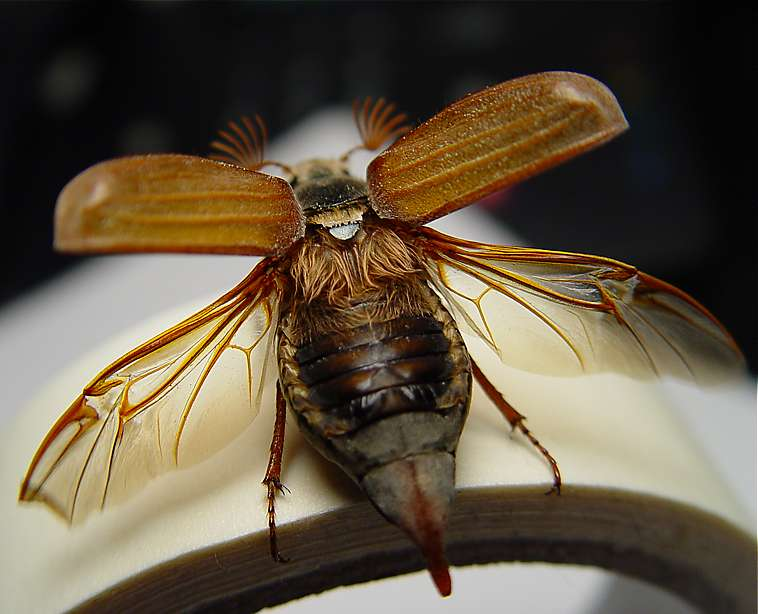
Élytres ouverts

Il mesure de 25 à 30 mm de long. Ses élytres sont brun rougeâtre. Le mâle peut être distingué de la femelle grâce aux « lamelles » des antennes : il en a 7, alors que la femelle en a 6.

### Larve
La larve de hanneton commun est blanchâtre complètement arquée, de consistance molle, avec une tache noire à l'extrémité de l'abdomen (rectum).
Elle est parfois confondue avec la larve de la cétoine dorée. On peut pourtant noter des différences visibles à l'œil nu : les larves de cétoine ont une petite tête, des pattes courtes, et une extrémité d'abdomen large, alors que les larves de hanneton ont une grosse tête, de longues pattes et une extrémité d'abdomen assez fine. De plus, leurs couleurs diffèrent.
Il est important de distinguer ces deux espèces au stade larvaire car les larves de hannetons sont souvent détruites par l'homme car elles se nourrissent de racines et sont donc « nuisibles » aux cultures, alors que les larves de cétoine se nourrissent de déchets végétaux et ne posent aucun problème.

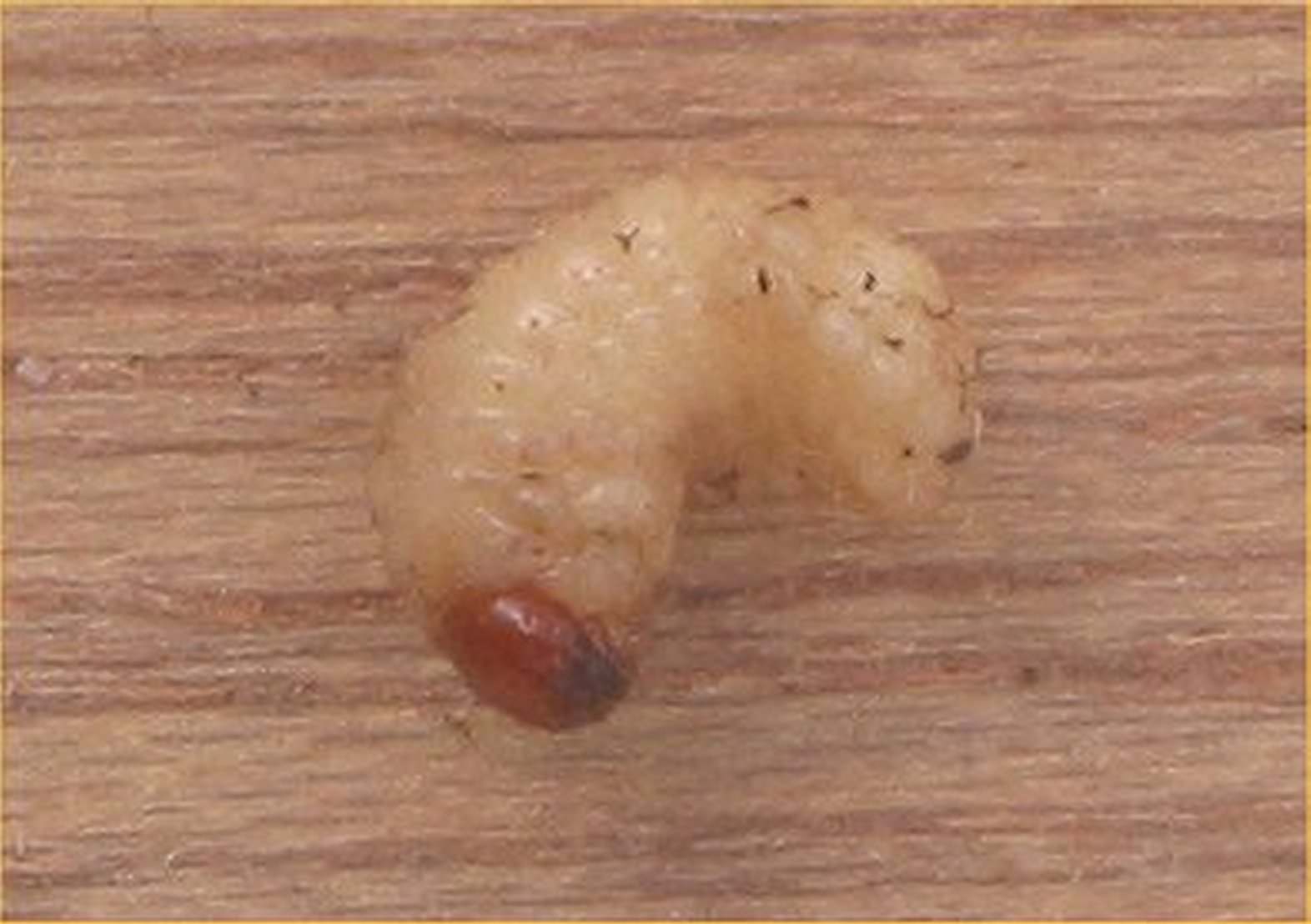
Jeune larve
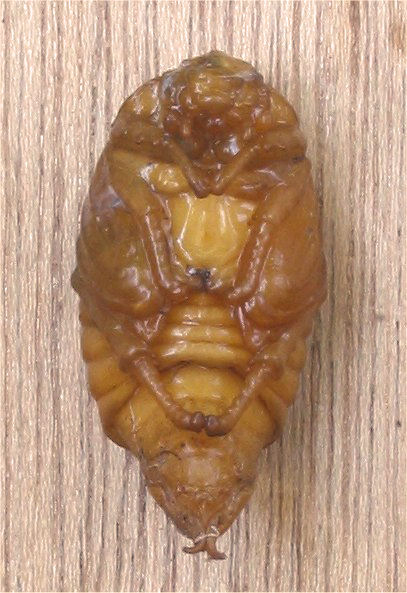
Nymphe de hanneton
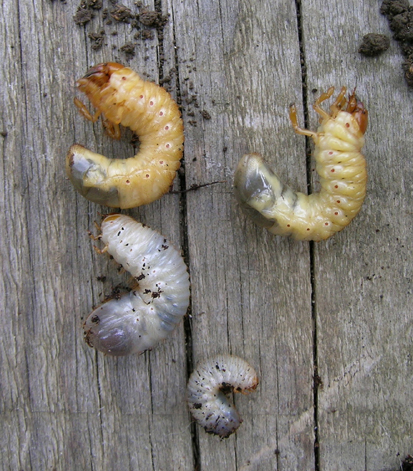
Larves de hanneton (haut) et de cétoine (bas)

## Cycle biologique

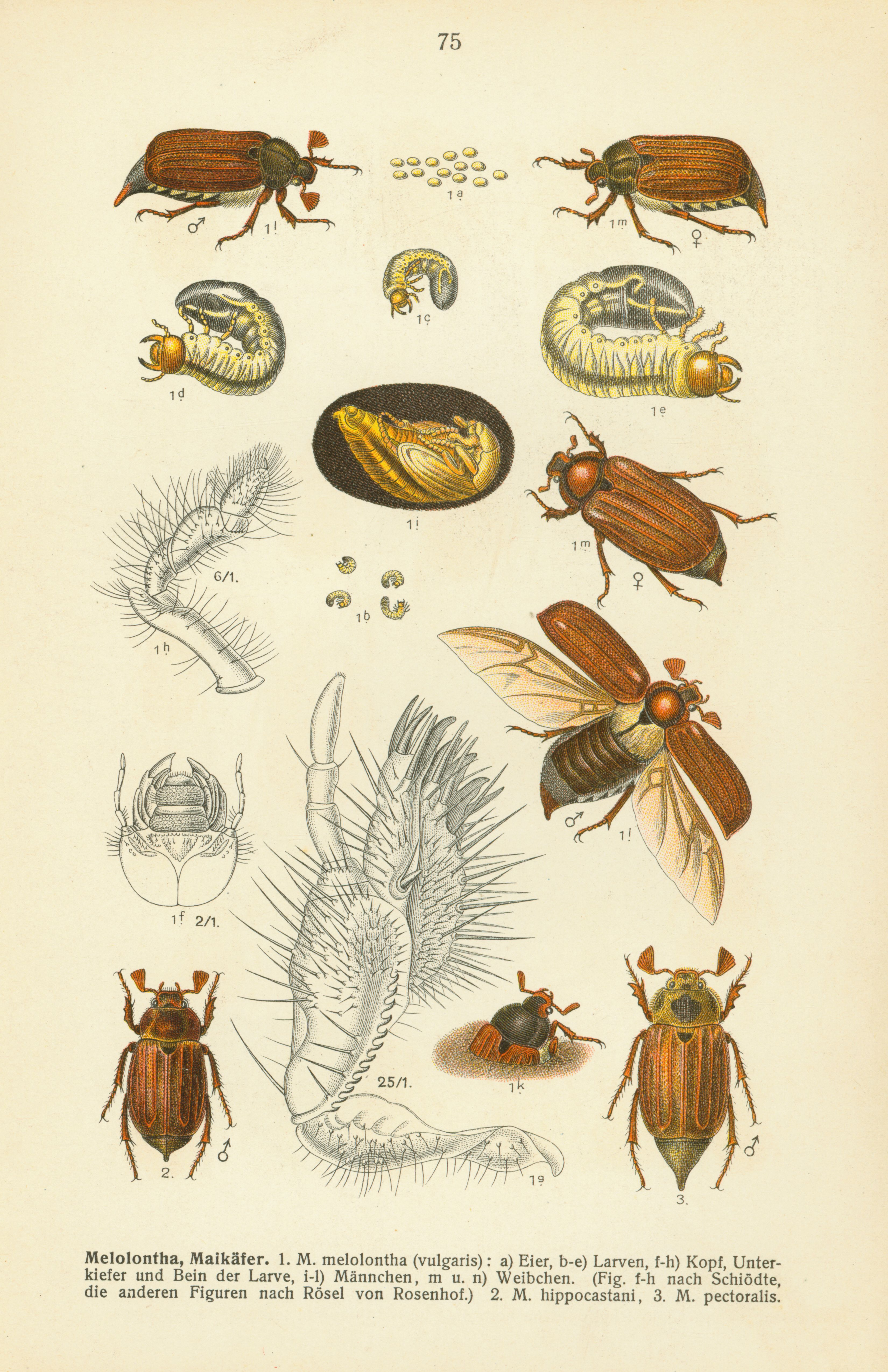
Cycle de développement du hanneton commun.

Le cycle du hanneton se déroule sur trois, voire quatre années. La première année, la femelle pond ses œufs dans le sol à quelques centimètres de profondeur. Les larves, éclosent 4 à 5 semaines plus tard, rongent les racines, mais les dégâts sont peu importants. À la fin de l'été, elles s'enfoncent dans le sol à 50 cm de profondeur pour hiberner. À la fin du printemps, les larves remontent près de la surface et commettent des dégâts importants en dévorant les racines de toutes les plantes. À l'automne, les larves s'enfoncent à environ 70 cm de profondeur, pour hiberner à nouveau. Elles remontent à nouveau au printemps, puis vers le mois de juillet, elles redescendent à 1 m de profondeur environ, et là se produit la nymphose. Un à deux mois plus tard, l'imago se libère de la nymphe, mais reste en terre. Au printemps, l'imago remonte à la surface et un nouveau cycle commence. Ainsi l'apparition  des insectes, les « grands vols », est périodique.

## Dégâts sur les activités humaines
- Les larves dévastent les cultures en rongeant les racines d'un grand nombre de  plantes cultivées.
- Les adultes se nourrissent des feuilles des arbres et arbustes, notamment dans les vergers.
- Les larves dégradent les pelouses en soulevant des mottes de terre.

Les hannetons se sont raréfiés dans les régions de grande culture du fait de la mécanisation des labours et des pesticides.

## Moyens de lutte
- Ramassage des adultes (« hannetonnage ») et destruction des insectes par diverses méthodes. Ainsi, en 1889, le ministère français de l’Agriculture charge Léopold Le Moult de créer dans toute la France des organismes identiques au syndicat de hannetonnage que Le Moult avait créé en Mayenne en 1886.
- Destruction des larves par labour d'hiver (sur au moins 40–50 cm de profondeur. Les larves de hanneton doivent être distinguées de celles de cétoine, inoffensives car se nourrissant de déchets végétaux.
- Destruction des œufs par un travail superficiel du sol. Dans les massifs de fleurs ou les espaces non labourables un binage profond peut suffire à blesser suffisamment de larves et maintenir la population sous le seuil nuisible.

## Ennemis naturels
- De nombreuses espèces d'animaux se nourrissent soit des hannetons adultes, soit de leurs larves : taupes, hérissons, couleuvres, grenouilles, pies, corbeaux, alouettes et chauve-souris...
- Champignon parasite de la larve : Botrytis tenella.

## Culture enfantine
Depuis l'Antiquité les enfants utilisaient comme « cerf-volant » cet insecte autrefois abondant. Ils lui attachaient une ficelle au corps et le laissaient voltiger et tournoyer au-dessus d’eux.